# Rüdiger (singolo)
Rüdiger è un brano musicale di Mark Knopfler, distribuito come singolo nel 1996.
Il testo della canzone descrive il comportamento di Rüdiger, un immaginario impiegato tedesco dall'esistenza triste e vuota, che cerca di combattere la solitudine dedicando tutte le proprie forze all'attività di «cacciatore di autografi» di musicisti, uomini politici e altri personaggi celebri. Una prima stesura del brano risale al 1980. Il pezzo è stato interpretato in concerto durante le tournée The First Solo Tour, Sailing to Philadelphia Tour e Shangri-La World Tour.